# Oliviero Troia
Oliviero Troia (1 de septiembre de 1994) es un ciclista italiano.

## Palmarés
2016 (como amateur)
- 1 etapa de la Vuelta al Bidasoa

## Resultados en Grandes Vueltas
| Carrera | Carrera         | 2017 | 2018  | 2019  | 2020 | 2021 | 2022 |
| ------- | --------------- | ---- | ----- | ----- | ---- | ---- | ---- |
|         | Giro de Italia  | —    | —     | —     | —    | —    | —    |
|         | Tour de Francia | —    | 133.º | —     | —    | —    | —    |
|         | Vuelta a España | —    | —     | 150.º | —    | —    | —    |

—: no participa

Ab.: abandono